# Mesathemistus aberrans
Mesathemistus aberrans är en skalbaggsart som först beskrevs av Carter 1932.  Mesathemistus aberrans ingår i släktet Mesathemistus och familjen långhorningar. Inga underarter finns listade i Catalogue of Life.